# Greubel Forsey
Greubel Forsey es una empresa relojera suiza especializada en relojes complicados de alta gama. Fue fundada en 2004 por Robert Greubel y Stephen Forsey y tiene su sede en La Chaux-de-Fonds, Suiza.
La firma fabrica relojes con más de un tourbillon y volantes inclinados con el objetivo de mejorar la precisión del cronometraje.

## Fundadores

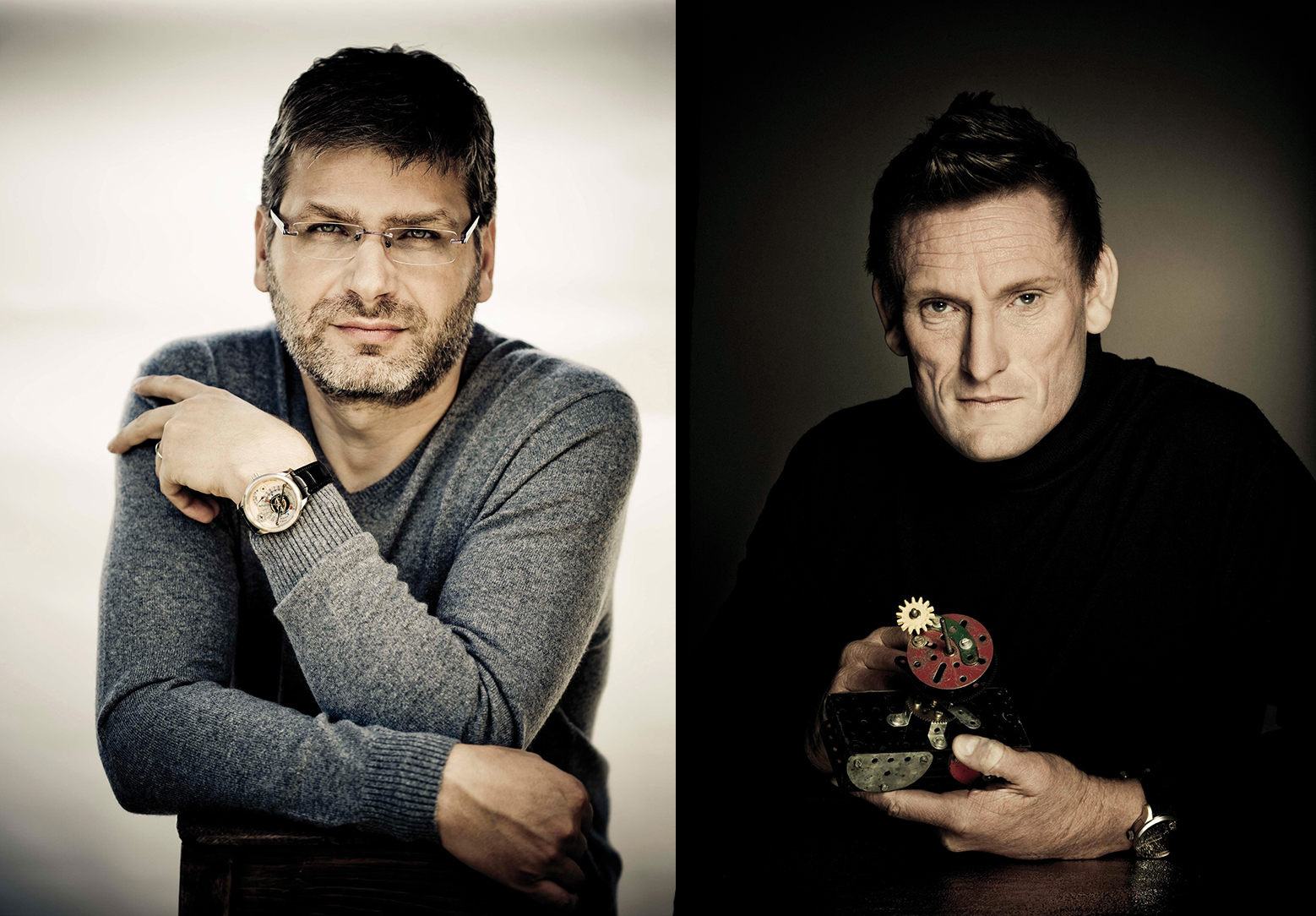
Robert Greubel (izquierda) y Stephen Forsey

Robert Greubel creció en Alsacia, Francia y comenzó su carrera relojera trabajando con su padre (también relojero) en la tienda familiar, Greubel Horlogerie. En 1987, Greubel se mudó a Suiza para unirse a la firma International Watch Company (IWC), donde ayudó a desarrollar su modelo Grand Complication. En 1990, se unió a Renaud & Papi SA (ahora Audemars Piguet Renaud & Papi SA) como diseñador de prototipos de movimientos complicados y ascendió hasta convertirse en director general y socio.
Stephen Forsey creció en St. Albans (Hertfordshire), Inglaterra, donde se inspiró en la pasión de su padre por la mecánica y la ingeniería. De 1987 a 1992, Forsey se especializó en la restauración de relojes antiguos y se convirtió en jefe de restauración de relojes en Asprey's en Londres. De 1988 a 1990, asistió a dos cursos de cinco meses en la escuela de relojería WOSTEP en Neuchâtel y en 1992 se unió al equipo de Robert Greubel en Renaud & Papi SA (ahora Audemars Piguet Renaud & Papi SA), desarrollando movimientos de relojes complicados.
En 1999, tanto Greubel como Forsey comenzaron a trabajar de forma independiente y en 2001 fundaron juntos Complitime SA, una empresa especializada en la creación de mecanismos con movimientos complicados para marcas de relojes de alta gama.
Tras muchos años de desarrollo, en 2004, en la exposición internacional de relojes BaselWorld en Suiza, Robert Greubel y Stephen Forsey lanzaron su primer reloj, el Double Tourbillon 30° (DT30°), bajo su propia marca, "Greubel Forsey".

## Historia de la empresa

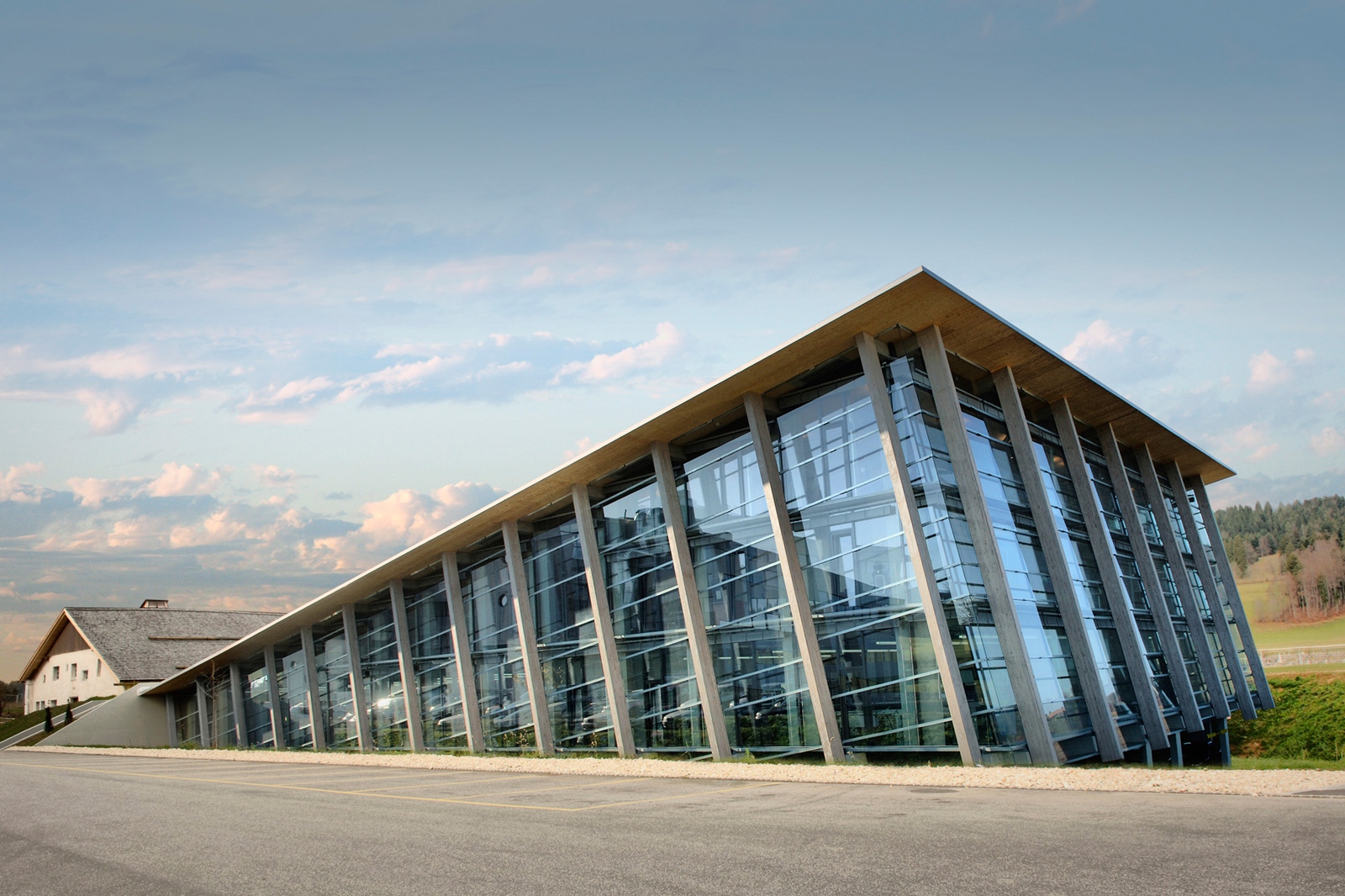
Manufactura de Greubel Forsey

Robert Greubel y Stephen Forsey lanzaron Greubel Forsey en 2004 en la feria BaselWorld, con la presentación de su "Double Tourbillon 30° (DT30)". Ambos habían estado trabajando juntos desde 1992 en Renaud & Papi, donde desarrollaron movimientos de relojes complicados. En 1999 comenzaron a trabajar de forma independiente y en 2001 fundaron Complitime SA, una empresa especializada en la creación de movimientos complicados para marcas de relojes suizos de alta gama. Lanzaron Greubel Forsey en el Baselworld de 2004 con el reloj Double Tourbillon 30°.
En 2006, la empresa colaboró con el joyero estadounidense Harry Winston para fabricar el modelo «Opus 6».
También en 2006, el grupo Richemont adquirió una participación minoritaria en el capital social de Greubel Forsey.
La firma ha inventado y presentado una serie de relojes regulados por tourbillon, entre ellos: el «Double Tourbillon 30° (DT30°)», el «Quadruple Tourbillon à Différentiel», el «Tourbillon 24 Secondes Incliné» y el «GMT». En el SIHH de 2012, Greubel Forsey presentó su primer modelo sin tourbillon, el «Double Balancier 35°».
Greubel Forsey se ha especializado en el diseño y la fabricación de relojes de alta gama que, por lo general, aunque no exclusivamente, se basan en el escape tourbillon, y es famosa por su alto nivel de acabado manual. La empresa fabrica aproximadamente 100 relojes al año.

## Modelos destacados

### Hand Made 1
Si bien la gran mayoría de los relojes de pulsera modernos se fabrican utilizando técnicas y maquinaria industrial a gran escala, el 95 % del Hand Made 1 de Greubel Forsey, incluida la espiral, se fabrica utilizando solo herramientas manuales. Cada reloj requiere aproximadamente 6000 horas (alrededor de tres años de horas de trabajo) para fabricarse.
 El Hand Made 1 recibió el premio al mejor reloj con complicaciones para hombres en el Grand Prix d'Horlogerie de Genève 2020.

### GMT/GMT Sport

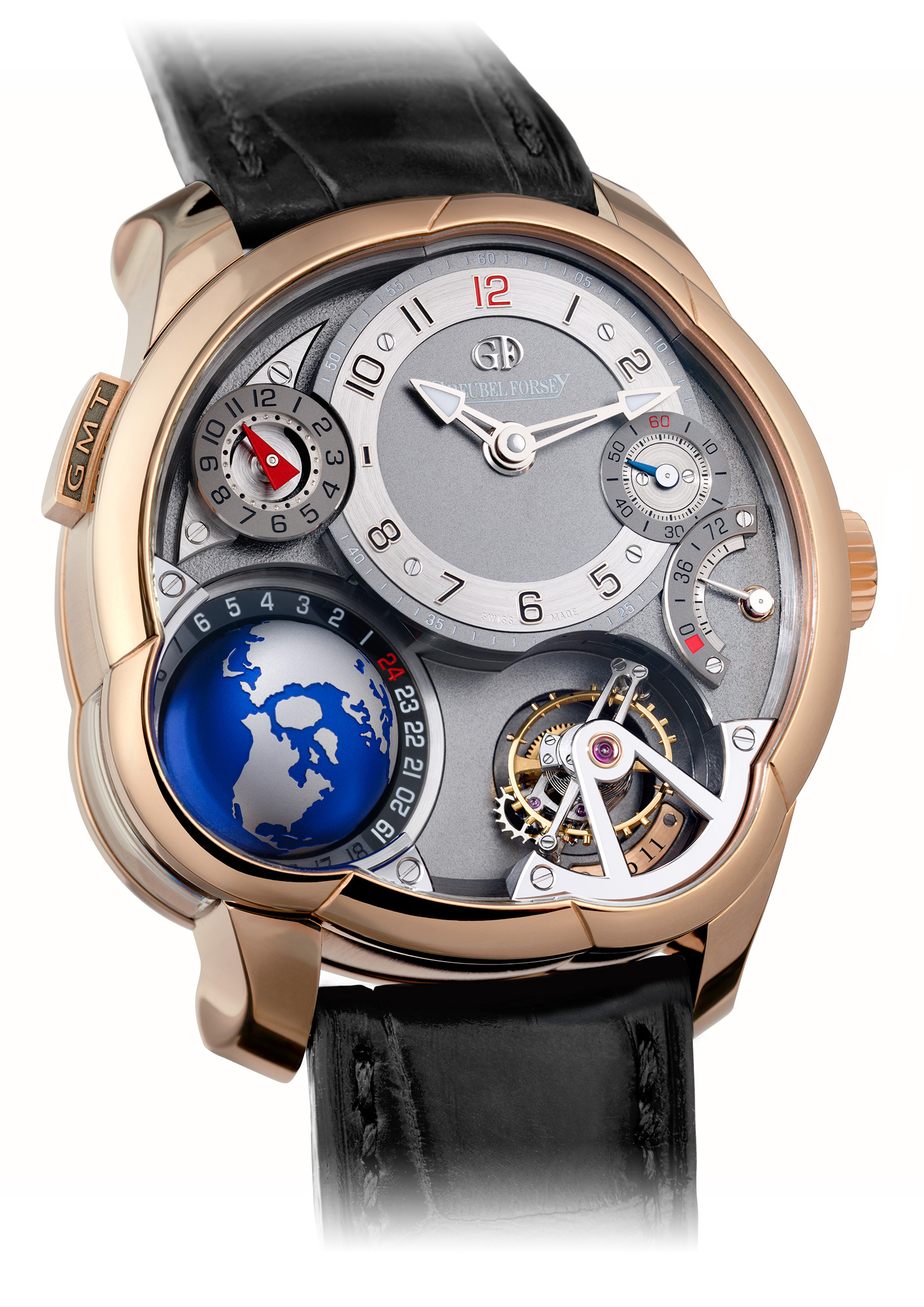
GMT en oro rojo

Presentado en 2011, el GMT es el primer reloj de Greubel Forsey que incluye una complicación distinta a un tourbillon. Muestra una segunda zona horaria a las 10 en punto y el mundo mediante un globo giratorio tridimensional a las 8 en punto. La posición de los continentes en el globo de titanio se referencia cruzada con el anillo de capítulos de 24 horas que lo rodea para una indicación aproximada del tiempo en todo el mundo. Otras indicaciones incluyen una esfera de horas y minutos a la 1 en punto, una esfera de segundos pequeña encima a las 3 en punto y a las 4 en punto un indicador de reserva de marcha sectorial. El movimiento fue desarrollado especialmente para este reloj y presenta la jaula del Tourbillon 24 Secondes inclinada 25°. Desde su lanzamiento, el GMT se ha comercializado en oro rosa, oro blanco y platino.

### QP à Équation
El QP à Équation es un modelo con calendario perpetuo que muestra día, fecha, mes, año calendario, año bisiesto, día/noche, ecuación del tiempo con mes, estación, solsticio y equinoccio, horas, minutos, segundos y reserva de marcha. Tiene un selector de funciones y se regula mediante un tourbillon de 24 segundos.

### Tourbillon cuádruple
El Tourbillon cuádruple utiliza dos tourbillones dobles (cuatro jaulas de tourbillon en total) que funcionan de forma independiente para promediar y minimizar los errores inducidos por la gravedad en el volante. Un mecanismo diferencial esférico conecta los cuatro carros giratorios y distribuye el par entre dos ruedas que giran a distintas velocidades.

### Grande Sonnerie
El Petite and Grande Sonnerie es un reloj llamativo que cuenta con una repetición de minutos activada por un pulsador de corona y una sonería grande y pequeña. Además de dar la hora, muestra horas, minutos, segundero, un indicador de reserva de marcha del movimiento y un indicador de reserva de marcha de sonería. Está regulado por un tourbillon de 24 segundos. Con sus 935 componentes, el Grande Sonnerie es el reloj más complejo de Greubel Forsey hasta la fecha, y ha requerido 11 años de investigación y desarrollo.

### Signature 1
La línea de relojes Signature está desarrollada por un relojero que crea su reloj con la ayuda y los estándares de calidad de Greubel Forsey.
Signature 1 es obra del relojero de Greubel Forsey Didier J. G. Cretin. Muestra horas, minutos y segundos, y cuenta con un regulador exclusivo de Greubel Forsey.

### Invention Pieces

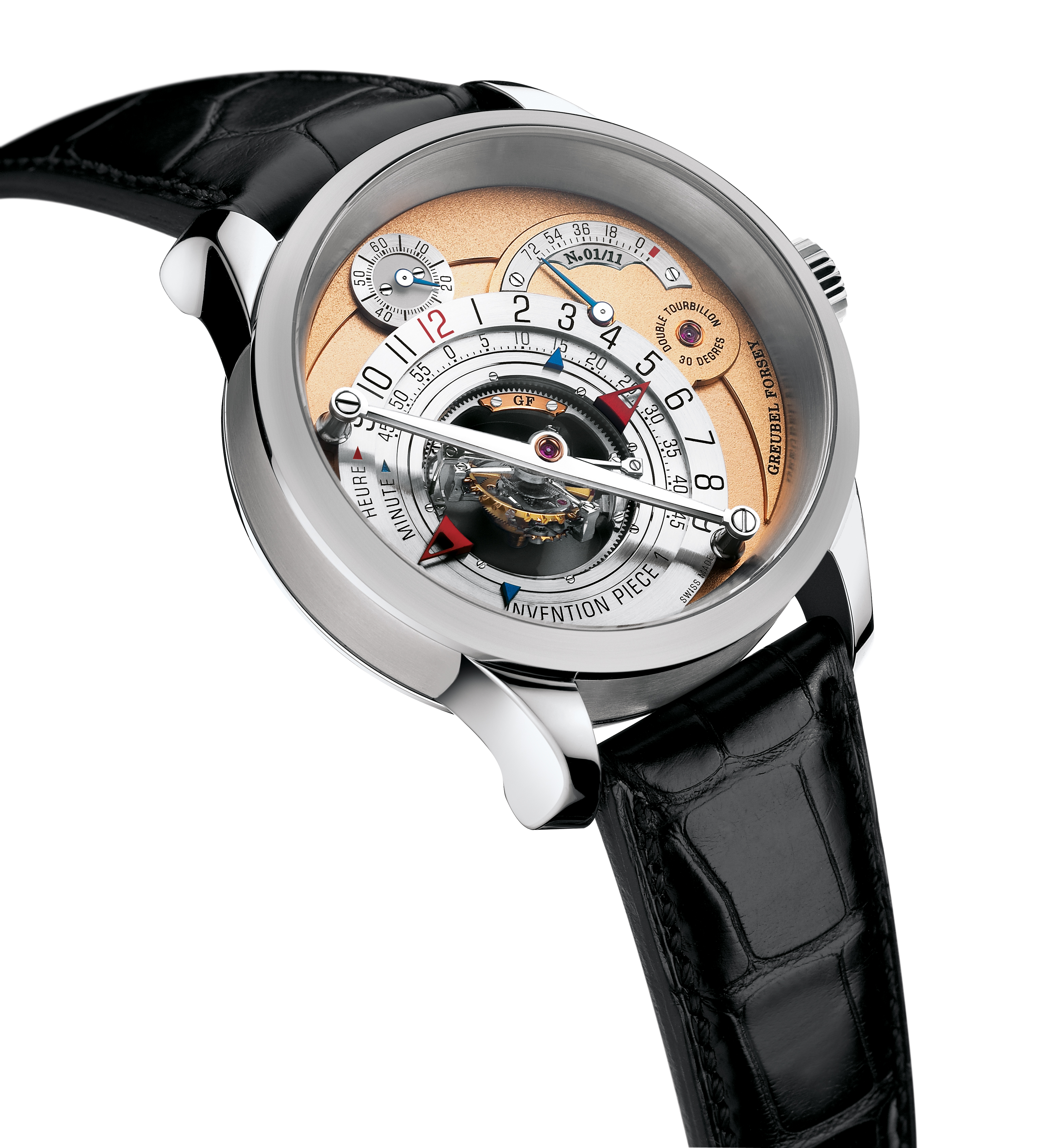
Invention Piece 1

Invention Pieces muestra la invención/mecanismo principal en el movimiento en lugar de simplemente indicar la hora.

#### Invention Piece 1 (IP1) 2007
Invention Piece 1 presenta el mecanismo Double Tourbillon 30° con una nueva arquitectura de movimiento. Los triángulos rojos y azules indican la hora debajo de un gran puente de tourbillon pulido, con una esfera pequeña de segundos y un "indicador de reserva de marcha" encima.

#### Invention Piece 2 (IP2) 2011
El mecanismo de tourbillon cuádruple es el corazón de Invention Piece 2. Los dos sistemas de tourbillon doble están configurados uno tras otro y están acoplados por un diferencial esférico. Una subesfera a las 5 en punto presenta un triángulo rojo que indica las horas, mientras que un disco giratorio configurado de forma concéntrica indica los minutos. Los segundos están a las 10 en punto y hay un indicador de reserva de marcha a las 11 en punto.

#### Invention Piece 3 (IP3) 2009
El Tourbillon 24 Secondes es el mecanismo destacado por el modelo Invention Piece 3. Una gran subesfera de 24 horas domina el dial, con las horas indicadas por un triángulo rojo. Un triángulo azul más pequeño indica los minutos. Los segundos están a las 5 en punto. Frente al tourbillon a las 8 en punto se encuentra una reserva de marcha a las 2 en punto. Cuatro placas de esfera de oro en la esfera están grabadas con un mensaje en francés de Robert Greubel y Stephen Forsey.

### Double Tourbillon 30°

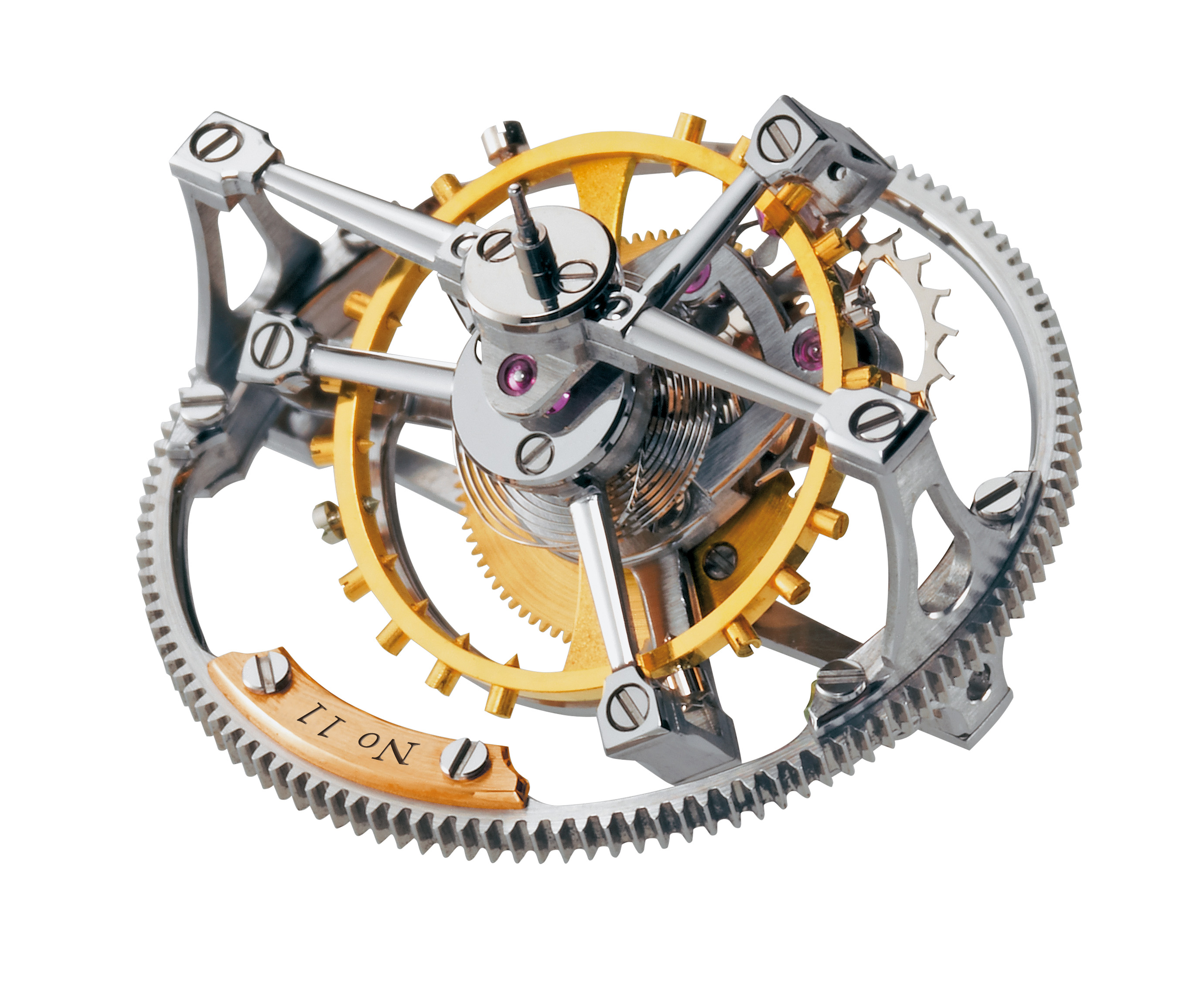
Mecanismo Double Tourbillon 30°

El Double Tourbillon 30° (DT30°) Vision/Secret se presentó en 2004 y cuenta con una jaula de tourbillon inclinada de 30° que gira una vez por minuto dentro de otra jaula de tourbillon que gira cada cuatro minutos, con el objetivo de promediar y minimizar los errores inducidos gravitacionalmente en el volante.

### Double Tourbillon 30° Technique

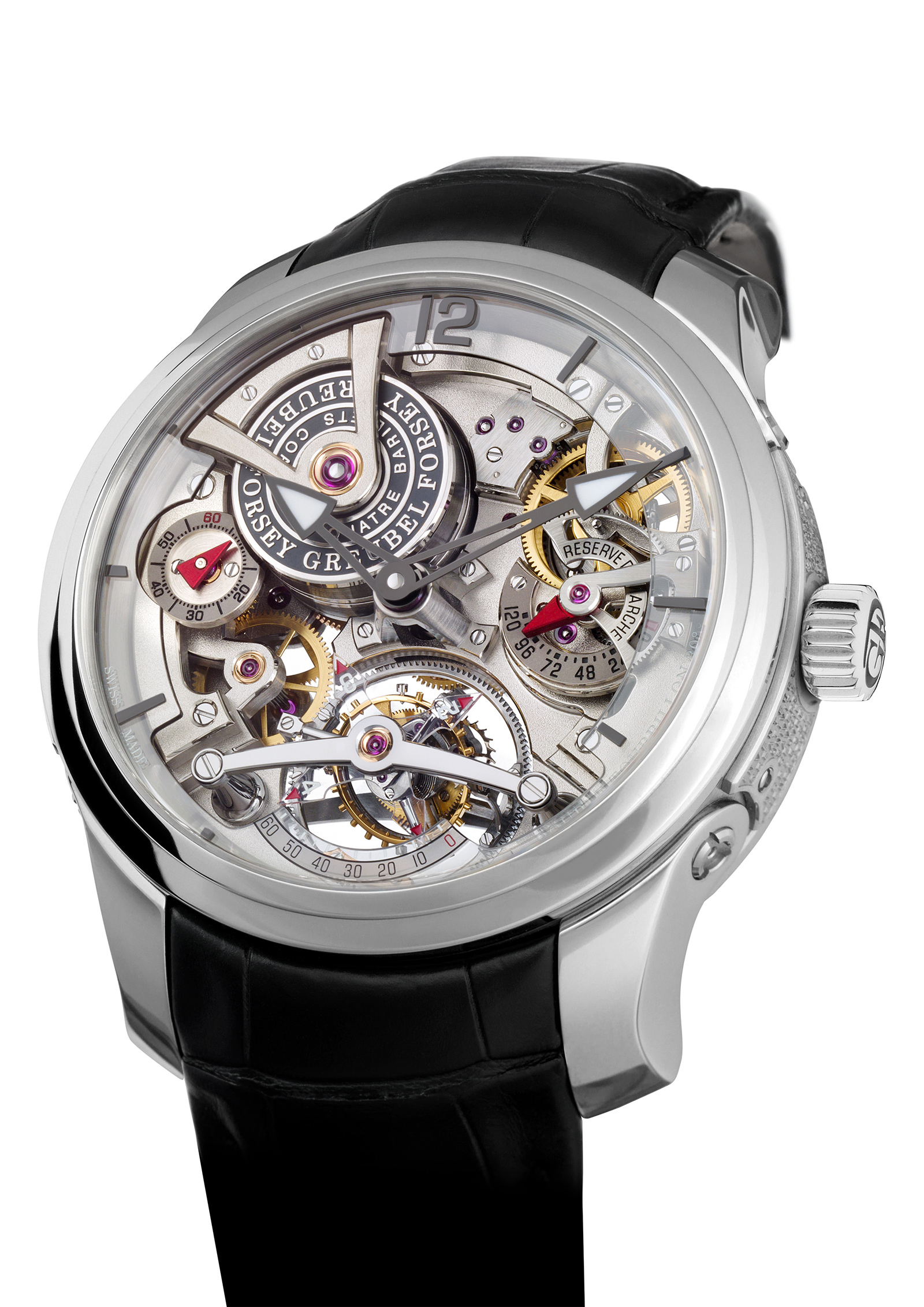
Double Tourbillon Technique

La Double Tourbillon 30° Technique está diseñada para resaltar la primera invención de Greubel Forsey, el doble tourbillon 30°, resaltando el regulador.

### Art Pieces
Art Pieces resalta la convergencia de la relojería y el arte, con énfasis en el arte en lugar de mostrar la hora.

El Art Piece 1 es una colaboración entre Greubel Forsey y el microescultor británico Willard Wigan. Cuenta con una óptica de aumento integrada en el lateral de la caja para permitir ver la microescultura de Willard Wigan.

## Invenciones notables
En 2005, Greubel Forsey lanzó una metodología de desarrollo patentada llamada EWT (Experimental Watch Technology) para experimentar, probar y ratificar sus proyectos internamente. EWT es una plataforma de investigación y desarrollo que incorpora su propio laboratorio. Las invenciones en EWT incluyen:
- Binomial, un mecanismo de combinación de rueda de resorte y volante monomaterial que utiliza materiales isocrónicamente estables.[24]

- Différentiel d'Égalité, un dispositivo de fuerza constante basado en un diferencial esférico. Este diferencial sigue proporcionando la misma fuerza constante a los cuatro tourbillones, solucionando el problema típico en el que el resorte principal proporciona una cantidad diferente de fuerza según la cantidad de energía potencial que retiene.[25]

- Nano mecánico, que utiliza componentes a escala microscópica para crear nuevos sistemas de visualización y aumentar significativamente el rendimiento de los relojes mecánicos.[26]

## Fundación Time Æon
Robert Greubel y Stephen Forsey son miembros fundadores de la Fundación Time Æon. Los objetivos de la fundación son:
- Indexar y catalogar las artesanías en peligro de extinción.
- Preservar las artesanías asociadas con la excelencia relojera y ayudar a transmitirlas a las nuevas generaciones.
- Ayudar a proteger el patrimonio relojero mundial.
- Inspirar a las personas a dedicarse a la relojería como profesión.
- Apoyar la formación de futuros relojeros independientes que deseen promover la excelencia relojera.

En apoyo de sus objetivos, la Fundación Time Æon apoya proyectos como Naissance d'une Montre (1, 2 y 3) y Oscillon.

## Premios y reconocimientos
Greubel Forsey ganó el Premio Gaïa en 2009 por su 'Espíritu emprendedor'; el Gran Premio de la Aguja de Oro en el Grand Prix de l'Horlogerie de Genève en 2010 por el Double Tourbillon 30° Édition Historique en oro rojo 5N; y el Concurso Internacional de Cronometría en 2011 por el Double Tourbillon 30 Technique. En 2015, en el 15º Gran Premio de Relojería de Ginebra, Greubel Forsey ganó la "Aiguille d'Or" por el Tourbillon 24 Secondes Vision en oro blanco.
Un Greubel Forsey Double Tourbillon 30° Technique ganó el Concurso Internacional de Cronometría de 2011 organizado por el Museo de Relojería de Le Locle.
Hand Made 1 recibió el premio al mejor reloj con complicaciones para hombres en el Gran Premio de Relojería de Ginebra de 2020.
Otros premios incluyen: Invention Piece 1 recibió el premio de la revista Revolution 2007 por "Reloj con complicaciones grandes"; La revista Montres Passion otorgó el «Premio especial del jurado: reloj del año» en 2007 al Tourbillon 24 Secondes.
La revista Revolution otorgó al Quadruple Tourbillon el premio al mejor «Logro técnico» en 2008 y, en 2009, también ganó el premio al mejor «reloj con complicaciones» en el Grand Prix d'Horlogerie Asia. El Double Tourbillon 30° Technique recibió el premio al «reloj con complicaciones» en 2009 en el Grand Prix d'Horlogerie de Genève.
Invention Piece 2 recibió el premio al «reloj de edición limitada del año» en 2011 en los World Watch Awards en la India y, en la misma ceremonia, Stephen Forsey recibió un premio por su «contribución a la alta relojería».